# Stigmaphyllon suffruticosum
Stigmaphyllon suffruticosum är en tvåhjärtbladig växtart som beskrevs av José Cuatrecasas. Stigmaphyllon suffruticosum ingår i släktet Stigmaphyllon och familjen Malpighiaceae. Inga underarter finns listade i Catalogue of Life.